# ハドリー山
ハドリー山（Mons Hadley）は、月のアペニン山脈北部にある山塊。山頂地点の月面座標は北緯26.5度、東経4.7度であり、雨の海の南東縁に位置する。高さは4.6キロメートルで、裾野の最大直径は25キロメートルである。
ハドリー山の南西には、1971年にアポロ15号が着陸した腐敗の沼がある。腐敗の沼のさらに南西には、ハドリー・デルタ山と呼ばれる高さ3.5キロメートルの峰がある。ハドリー・デルタ山は北緯25.8度、東経3.8度に位置する。ハドリー山およびハドリー・デルタ山の西方には、ハドリー溝と呼ばれる曲がりくねった深い裂溝が走っている。
ハドリー山やハドリー・デルタ山、ハドリー溝など、これらの地名は、18世紀のイングランドの天文学者ジョン・ハドリーにちなんで名づけられた。